# Sedum moranense
Sedum moranense är en fetbladsväxtart som beskrevs av Carl Sigismund Kunth. Sedum moranense ingår i Fetknoppssläktet som ingår i familjen fetbladsväxter.

## Underarter
Arten delas in i följande underarter:
- S. m. grandiflorum
- S. m. moranense

## Bildgalleri

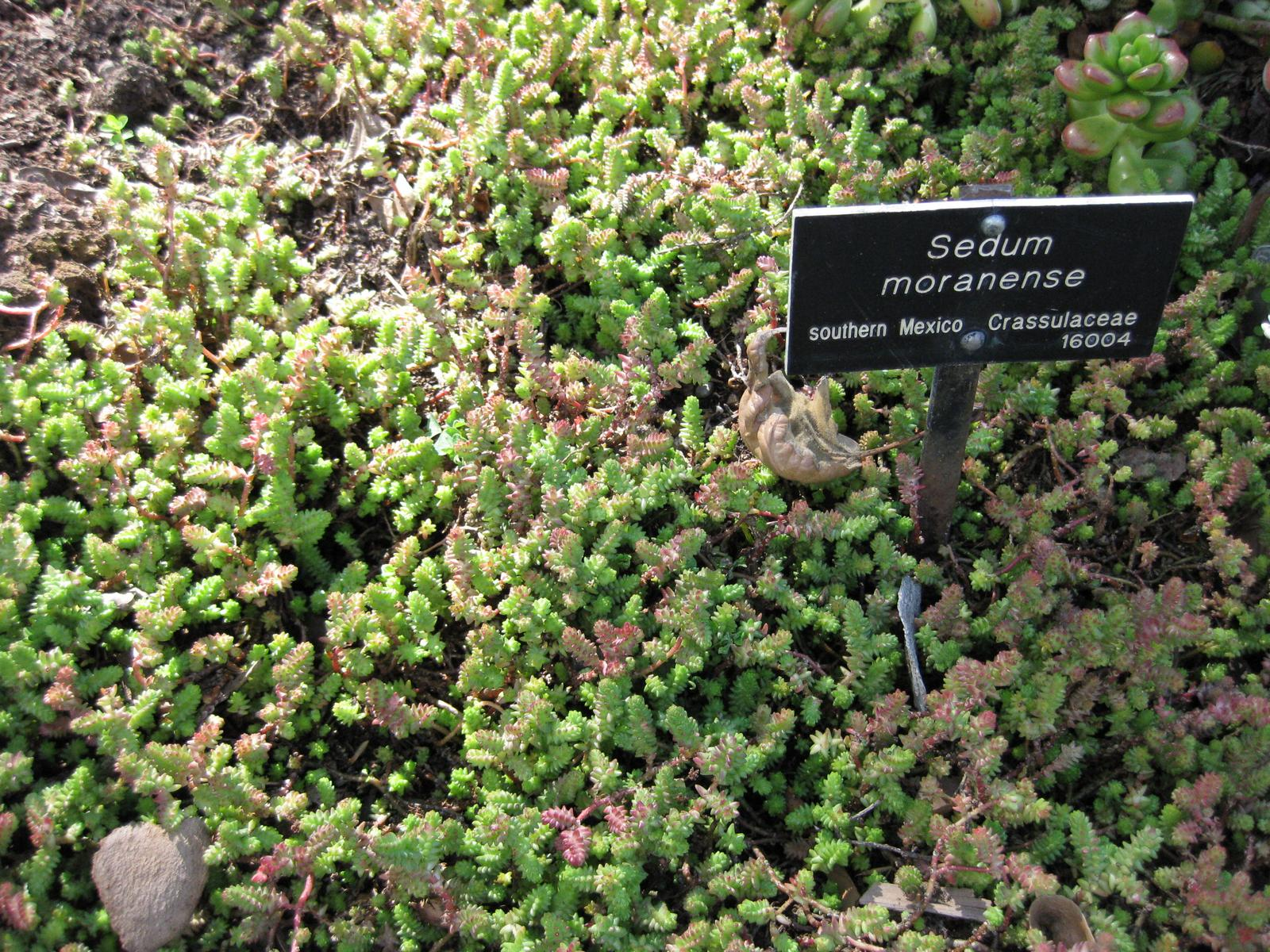
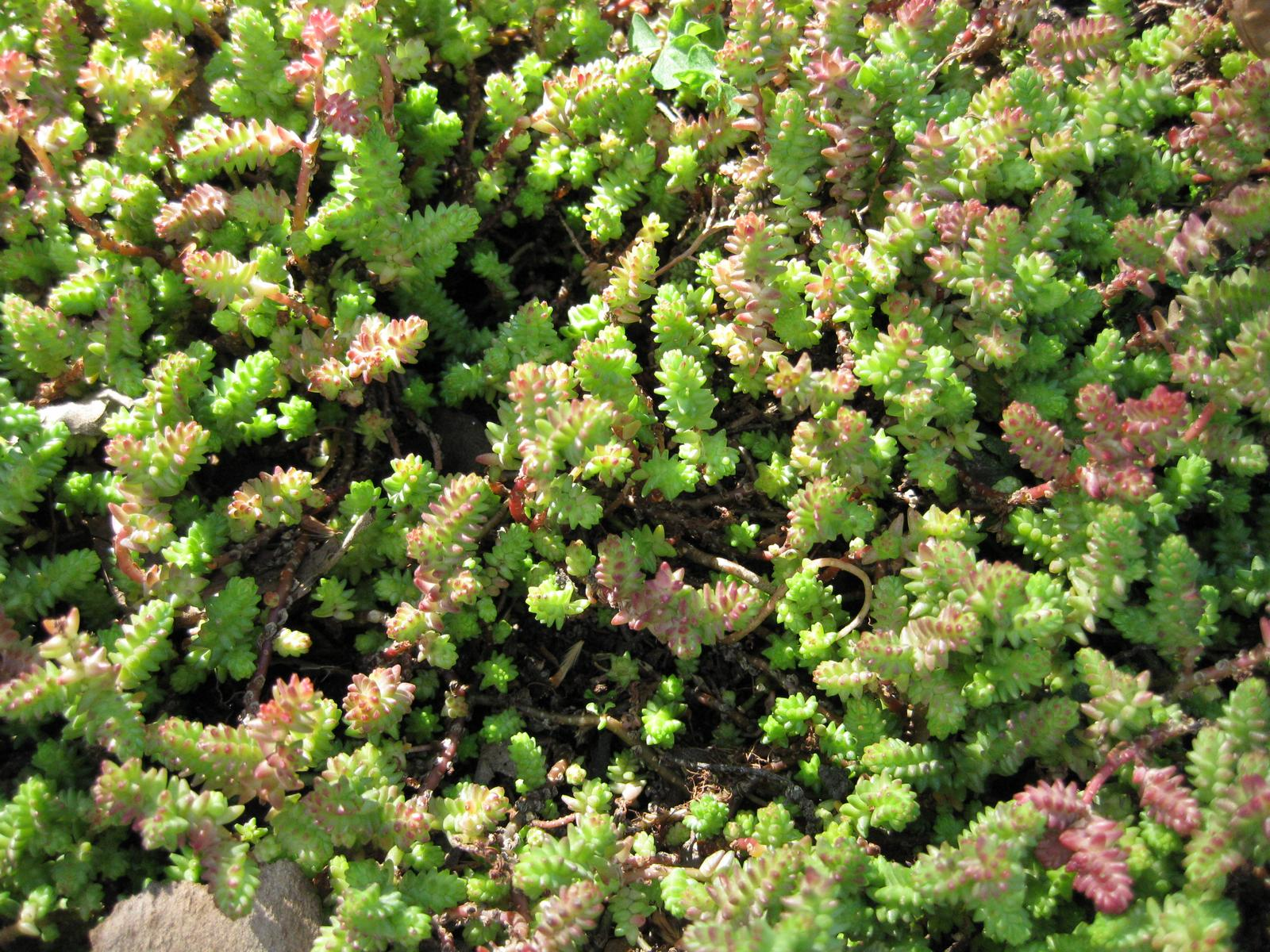
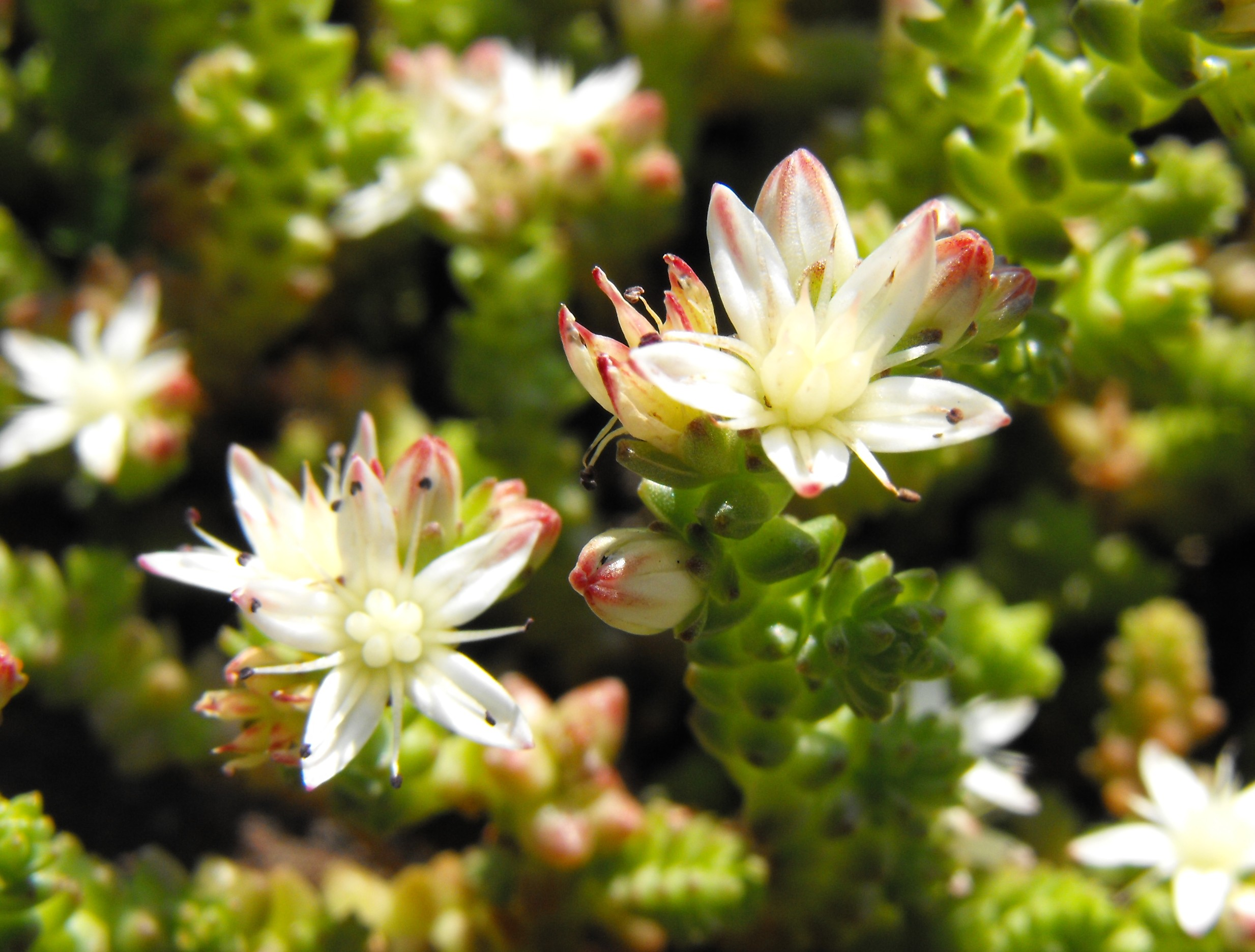